# Chasmosaurus
Chasmosaurus era un dinozaur erbivor din familia Ceratopsienilor. Acesta a trăit în Cretacic, acum 75 milioane de ani. Dușmanul său de moarte era Daspletozaurul, un dinozaur înrudit cu Tyrannosaurus Rex.